# Csicsery-Rónay István (katonatiszt)
Csicsery-Rónay István (Budapest, 1885. november 1. – Arlington 1978. december 24.) magyar katonatiszt, vezérkari ezredes, országgyűlési képviselő.

## Élete
Református vallású családban született, anyai ágon Kazinczy Ferenc egyenes ági leszármazottjaként. Középiskoláit szülővárosában, majd a soproni honvéd főreáliskolában végezte. A Ludovika Akadémia elvégzése, majd három év csapatszolgálat után a honvéd felsőbb tiszti tanfolyamra, a hadiiskola előkészítőjébe került, melyet igen szép eredménnyel végzett el. Ezt követően a bécsi hadiiskolába vezényelték, ahol újabb három évet töltött. Miután a vezérkari kiképzést is eredményesen abszolválta, 1914 júliusában beosztották a vezérkarba, főhadnagyi rendfokozatban.
Az első világháború kitörésekor a 20. honvéd hadosztály tagjaként került az orosz hadszíntérre és részt vett a hadosztály összes ottani harcában. Már 1914 novemberében soron kívül századossá léptették elő, egyben áthelyezték az 51. hadosztályhoz, melynek kötelékében részt vett a limanovai előretörésben. Brzozowánál személyes közbelépése révén sikerült megmentenie hadosztálytörzsét az elfogatástól. Vitéz és hősies magatartásáért – melynek más alkalmakkor is többször adta tanújelét – 1914 decemberében megkapta a hadiékítményes III. osztályú Katonai Érdemkeresztet.
1915 májusában részt vett a gorlicei áttörésben, majd az Okna körüli harcokat követően a 40 kilométer hosszú Prislop határszakasz parancsnokságával és a magyar határvédelem megszervezésével bízták meg. E feladatát is kiválóan oldotta meg, többek között megakadályozva, hogy orosz seregek tudjanak betörni Borsa felé. Részt vett különítményi harcokban is, majd újra hadosztálya élére állt, és az erdélyi hadjárat idején, a német 9. hadsereg kötelékében számos újabb ottani harcban vett részt. Ekkor szerzett érdemeiért személyesen Falkenhayn tábornok, a német hadsereg főparancsnoka tüntette ki a II. osztályú Vaskereszttel.
A későbbi időszakban hadosztály vezérkari főnök kinevezést kapott, e minőségében előbb Ploiești környékén irányította az 51. hadosztály vasúti szállítási műveleteit – közben egy időre állásharcba kerültek a románokkal –, majd 1917 májusától az olasz fronton látott el hasonló vezérkari irányító feladatokat. Hadosztálya ott is ért el fontos katonai sikereket, ám ő maga közben súlyosan megbetegedett. Emiatt a laibachi (Ljubljana) járványkórházba került, amikor pedig felépült, már nem térhetett vissza a frontra, hanem lábadozását elősegítendő, a honvédelmi minisztérium szervezési osztályához vezényelték – ott érte a háború vége is.
Károlyi Mihály uralma idején egy ideig részt vett a tiszti karhatalmi különítmények szervezésében, de hamarosan kilépett a hadseregből és bekapcsolódott az ellenforradalmi előkészületekbe. A nemzeti hadsereg megalakításakor, 1919 augusztusában a dunántúli főparancsnokság, utóbb a székesfehérvári katonai körletparancsnokság vezérkari főnökhelyettese lett, majd 1920 őszétől, mint vezérkari őrnagy, a budapesti katonai körletparancsnokságra került. Ott előbb hadműveleti és szervezési osztályvezető, később vezérkari főnökhelyettes volt.1921-ben átmeneti viszonyba (rendelkezési állományba) való helyezését kérte, 1924-ben pedig, mint vezérkari alezredes, nyugállományba került.
Visszavonulását követően Zala községben lévő birtokán fogott gazdálkodásba, s hogy e téren is eredményes lehessen, három évre visszaült az iskolapadba és a közgazdaságtudományi egyetem mezőgazdasági karának hallgatója lett, többek között Teleki Pál későbbi miniszterelnök tanítványaként. Közben, 1923 augusztusában a kormányzó vitézzé avatta és ugyanekkor átvette a tabi járás vitézi hadnagyi teendőit. 1929-ben Somogy vármegye vitézi székkapitánya lett, e poszton szerzett érdemeit ugyancsak a kormányzó 1934-ben Magyar Érdeméremmel ismerte el.
A parlamentáris politikába az 1935. évi általános választásokkal került be, amikor is a kaposmérői választókerület nagy szótöbbséggel juttatta mandátumhoz. 1935 őszén gazdasági főtanácsosi kinevezést kapott, illetve hosszabb időn át volt a Nemzeti Egység Pártja ügyvezető főtitkárának helyettese. 1939-ben is megerősítette mandátumát, ezúttal a Magyar Élet Pártja jelöltjeként, a Kaposvár-vidéki kerületben.
Részt vett, sőt többnyire valamilyen tisztséget is vállalt számos társadalmi-gazdasági szervezetben és sportegyesületben, utóbbiak közül az Úrlovasok Szövetkezetének alapító tagja is volt. Nevéhez fűződik a zalai Zichy Mihály-emlékmúzeum rendezése, amit 1929-ben fejezett be; így szerzett érdemeiért 1938-ban Zala és Zics községek is díszpolgárukká tették meg.

## Magánélete
Felesége Flesch Mária, közös fiuk ifjabb Csicsery-Rónay István (1917−2011) író, könyvkiadó, könyvtáros, kisgazda politikus volt.